# Corrida Internacional de São Silvestre de 2016
A Corrida Internacional de São Silvestre de 2016 foi a 92º edição da prova de rua, no dia 31 de dezembro de 2016, no centro da cidade de São Paulo, a prova terá a organização da Fundação Casper Líbero.
A largada do evento será na Avenida Paulista e a chegada também na Avenida Paulista em frente ao Edifício Cásper Líbero, com expectativa de 30 mil inscritos.Pela primeira vez o percurso foi alterado deixando as ruas do entorno do Memorial da América Latina,onde não comportava o numero de inscritos e passou ao Centro Velho de São Paulo.

## Masculino

### Geral
| Colocação | Nº de inscrição | nome                                   | Idade | Equipe | Tempo | Tempo líquido | Ref   |
| --------- | --------------- | -------------------------------------- | ----- | ------ | ----- | ------------- | ----- |
| 1.        |                 | Leul Aleme (Etiópia)- 44min53s         |       |        |       |               | [ 3 ] |
| 2         |                 | Dawit Admasu(Etiópia) - 44min55s       |       |        |       |               | [ 3 ] |
| 3         |                 | Stephen Kosgei (Quênia) - 45min00s     |       |        |       |               | [ 3 ] |
| 4         |                 | Giovani dos Santos (Brasil) - 45min30s |       |        |       |               | [ 3 ] |
| 5         |                 | Willian Kibor (Quênia) - 45min48s      |       |        |       |               | [ 3 ] |
| 6ª        |                 |                                        |       |        |       |               |       |
| 7ª        |                 |                                        |       |        |       |               |       |
| 8ª        |                 |                                        |       |        |       |               |       |
| 9ª        |                 |                                        |       |        |       |               |       |
| 10ª       |                 |                                        |       |        |       |               |       |

## Feminino

### Geral
| Colocação | Nº de inscrição | nome                            | Idade      | Equipe                      | Tempo    | Tempo líquido | Ref   |
| --------- | --------------- | ------------------------------- | ---------- | --------------------------- | -------- | ------------- | ----- |
| 1.        | 1               | Jemima Sumgong (Quênia)         | 28 (F2529) | Nike                        | 54mins   | 00:48:35      | [ 4 ] |
| 2         | 2               | Flomena Cheyech Daniel (Quênia) | 23 (F2024) | KENIA LUASA SPORTS CAIXA    | 49min15s |               | [ 4 ] |
| 3         | 3               | Eunice Cehbicii (Bahrein)       | 23 (F2024) | TANZANIA LUASA SPORTS CAIXA | 50min26s | 00:50:26      | [ 4 ] |
| 4         |                 | Yimer Wude Ayalew (Etiópia)     | 28 (F2529) | Nike                        | 54mins   | 00:51:40      | [ 4 ] |
| 5         | 4               | Ester Chesang Kakuri (Etiópia)  | 30 (F3034) | Pé de Vento/Caixa           | 54min22s | 00:51:45      | [ 4 ] |
| 6ª        |                 |                                 |            |                             |          |               |       |
| 7ª        |                 |                                 |            |                             |          |               |       |
| 8ª        |                 |                                 |            |                             |          |               |       |
| 9ª        |                 |                                 |            |                             |          |               |       |
| 10ª       |                 |                                 |            |                             |          |               |       |